# Campeonato de España de Ciclismo en Ruta 1992
El XCI Campeonato de España de Ciclismo en Ruta se disputó en Oviedo (Asturias) el 28 de junio de 1992 sobre 260 kilómetros de recorrido. Participaron 104 corredores y solo 60 terminaron el recorrido.
El vencedor final fue el navarro Miguel Induráin que superó en el sprint final a Jon Unzaga cuando este último ya alzaba los brazos en señal de victoria, razón por la cual los jueces tuvieron que recurrir a la foto finish. Junto con ellos llegaron en tercer y cuarto lugar Carlos Hernández y Francisco Javier Mauleón. El grupo perseguidor llegó a treinta y dos segundos formado por ocho unidades, llegando el grueso del pelotón a más de un minuto.

## Clasificación
| \| 1 \| \| Miguel Indurain \| Banesto \| 6h 58' 02" \| \| 2 \| \| Jon Unzaga \| CLAS-Cajastur \| m.t. \| \| 3 \| \| Carlos Hernández \| Lotus \| m.t. \| \| 4 \| \| Francisco Javier Mauleón \| CLAS-Cajastur \| a 6s \| \| 5 \| \| José Ramón Uriarte \| Banesto \| a 32s \| \| 6 \| \| Peio Ruiz Cabestany \| Gatorade-Chateau d’Ax \| m.t. \| \| 7 \| \| Antonio Miguel Díaz \| Kelme \| m.t. \| \| 8 \| \| Jesús Rodríguez \| Puertas Mavisa \| m.t. \| \| 9 \| \| Eduardo Chozas \| Artiach \| m.t. \| \| 10 \| \| Marino Alonso \| Banesto \| m.t. \| |  |                          |                       |            |
| 1 |  | Miguel Indurain          | Banesto               | 6h 58' 02" |
| 2 |  | Jon Unzaga               | CLAS-Cajastur         | m.t.       |
| 3 |  | Carlos Hernández         | Lotus                 | m.t.       |
| 4 |  | Francisco Javier Mauleón | CLAS-Cajastur         | a 6s       |
| 5 |  | José Ramón Uriarte       | Banesto               | a 32s      |
| 6 |  | Peio Ruiz Cabestany      | Gatorade-Chateau d’Ax | m.t.       |
| 7 |  | Antonio Miguel Díaz      | Kelme                 | m.t.       |
| 8 |  | Jesús Rodríguez          | Puertas Mavisa        | m.t.       |
| 9 |  | Eduardo Chozas           | Artiach               | m.t.       |
| 10 |  | Marino Alonso            | Banesto               | m.t.       |